# Ringmaar
Het Ringmaar is een afwateringskanaal in het waterschap Oldambt, dat bij het gemaal De Dellen uitmondt in het Hondshalstermeer. Het is omstreeks 1975 gevormd uit het Siepkanaal en het Grootmaar.